# Говард, Уильям, 1-й барон Говард из Эффингема
Уильям Говард (англ. William Howard; приблизительно 1510 — 12 января 1573, Лондон, Королевство Англия) — английский аристократ, младший сын Томаса Говарда, 2-го герцога Норфолка, 1-й барон Говард из Эффингема с 1554 года, кавалер ордена Подвязки. В качестве дипломата и военного служил монархам Генриху VIII, Эдуарду VI, Марии и Елизавете I, участвовал в войнах с Шотландией и Францией, занимал должности лорда-адмирала (1554) и лорда-камергера (1558—1572).

## Биография
Уильям Говард родился приблизительно в 1510 году в семье Томаса Говарда, 2-го герцога Норфолка, и его второй супруги Агнес Тилни. Он принадлежал к одной из самых знатных семей Англии, но как младший сын не мог претендовать на основную часть родовых владений. Говард получил образование в Тринити-колледже (Кембридж), ещё в юности начал жизнь при дворе. Участвовал в ряде дипломатических поездок в Шотландию — чтобы обсудить возможность брака Якова V с принцессой Марией (1531), передать Якову орден Подвязки (1535), предложить ему реформировать церковь по английскому образцу (1536). Во время коронации Анны Болейн, приходившейся ему племянницей, Говард исполнял обязанности заместителя графа-маршала (1 июня 1533).
В последующие годы Говард предпринимал дипломатические поездки во Францию (1535, 1537, 1541). В декабре 1541 года, когда ещё одну его племянницу-королеву Екатерину Говард уличили в супружеской неверности, Уильям с женой предстали перед судом как покровители её безнравственности и были признаны виновными в государственной измене. Генрих VIII вскоре их помиловал, но часть владений супругов была конфискована. В 1544 году Говард участвовал в осаде Булони, в 1552—1553 годах занимал пост губернатора Кале, с 1553 года заседал в Тайном совете и был лордом-адмиралом Англии. В 1554 году он сыграл важную роль в защите Лондона от повстанцев Томаса Уайатта и за свои заслуги получил от королевы Марии орден Подвязки и титул барона Говарда из Эффингема (по названию поместья в Суррее).
Явная симпатия сэра Уильяма к принцессе Елизавете вызвала у Марии подозрения, но барон всё же сохранил за собой высокие посты, а в 1558 году был назначен ещё и лордом-камергером. После восшествия на престол Елизаветы в 1558 году он вернулся к дипломатической деятельности. Говард участвовал в переговорах, предшествовавших заключению Като-Камбрезийского мира (1559), затем совершил поездку в Париж, чтобы убедить французского короля Генриха II принести клятву о соблюдении условий этого договора. В 1559 году он стал лордом-лейтенантом Суррея, во время Северного восстания 1569 года энергично поддержал Елизавету. Барон умер 12 января 1573 года в одном из своих поместий и был похоронен в Рейгетской церкви.

## Семья
Барон Говард был женат дважды — на Кэтрин Броутон (дочери Джона Броутона и Энн Сэпкот) и Маргарет Гэмидж (дочери сэра Томаса Гэмиджа). Первая жена родила ему дочь Агнессу, ставшую женой Уильяма Паулета, 3-го маркиза Уинчестера. Во втором браке родились пятеро детей:
- Мэри (умерла в 1600), жена Эдуарда Саттона, 4-го барона Дадли, и Ричарда Мопрессона[8][9];
- Фрэнсис (умерла в 1598), жена Эдуарда Сеймура, 1-го графа Хартфорда[10][11];
- Чарльз (приблизительно 1536—1624), 2-й барон Говард из Эффингема, с 1596 года 1-й граф Ноттингем[12];
- Уильям (после 1537—1600)[13];
- Дуглас (после 1537—1608)[14].